# Lenore Kight
Lenore Kight   (Frostburg, 26 de setembre de 1911 - Cincinnati, 9 de febrer de 2000), posteriorment coneguda pel nom de casada Lenore Wingard, va ser una nedadora estatunidenca que va competir durant les dècades de 1920 i 1930.
El 1932 va prendre part en els Jocs Olímpics de Los Angeles, on guanyà la medalla de plata en la prova dels 400 metres lliures del programa de natació. Quatre anys més tard, als Jocs de Berlín, guanyà la medalla de bronze en la mateixa prova.
En el seu palmarès també destaquen 23 títols de l'AAU en distàncies que anaven entre les 100 iardes i una milla.
Després de retirar-se de la competició va treballar com a entrenadora de natació. El 1981 fou inclosa a l'International Swimming Hall of Fame.